# Tadeusz Madziarczyk
Tadeusz Józef Madziarczyk (ur. 21 lutego 1961 w Prudniku) – polski polityk i związkowiec, poseł na Sejm V kadencji.

## Życiorys
Z wykształcenia technik elektromonter, ukończył Technikum Górnictwa Rud w Lubinie (1989). Od 1979 do czasu przejścia na emeryturę pracował jako elektromonter górnictwa podziemnego. Był zatrudniony w Zakładzie Robót Górniczych i KGHM Polska Miedź.
Od 1980 członek NSZZ „Solidarności”, po wprowadzeniu stanu wojennego działacz konspiracyjnych struktur związku w Legnicko-Głogowskim Okręgu Miedziowym. Należał także do Solidarności Walczącej. W latach 80. zajmował się dystrybucją wydawnictw drugiego obiegu, dostawą materiałów poligraficznych, publikował też w „Biuletynie Informacyjnym” ZRG Lubin. Był zatrzymywany i represjonowany za działalność w konspiracji.
Po 1989 powoływany do władz NSZZ „Solidarność”, kierował komisją zakładową, był także członkiem zarządu regionu. W wyborach samorządowych w 1998 bezskutecznie ubiegał się o mandat radnego powiatu lubińskiego z listy Akcji Wyborczej Solidarność. W wyborach parlamentarnych w 2005 z listy Prawa i Sprawiedliwości uzyskał mandat posła z okręgu legnickiego liczbą 8068 głosów. W wyborach w 2007 bez powodzenia ubiegał się o reelekcję, a w wyborach samorządowych w 2010 o mandat radnego Sejmiku Województwa Dolnośląskiego. Cztery lata później został wybrany do rady powiatu lubińskiego. W 2018 i 2024 uzyskiwał natomiast mandat radnego rady miejskiej w Lubinie.

## Wyniki wyborcze
| Wybory | Komitet wyborczy                  | Komitet wyborczy           | Organ                    | Okręg        | Wynik        |
| ------ | --------------------------------- | -------------------------- | ------------------------ | ------------ | ------------ |
| 1998   |                                   | Akcja Wyborcza Solidarność | Rada Powiatu Lubińskiego | nr 1         | 219 (6,37%)  |
| 2005   |                                   | Prawo i Sprawiedliwość     | Sejm V kadencji          | nr 1         | 8068 (2,85%) |
| 2007   | Sejm VI kadencji                  | Prawo i Sprawiedliwość     | 7699 (1,90%)             | nr 1         |              |
| 2010   | Sejmik Województwa Dolnośląskiego | Prawo i Sprawiedliwość     | nr 5                     | 1484 (0,87%) |              |
| 2014   | Rada Powiatu Lubińskiego          | Prawo i Sprawiedliwość     | nr 1                     | 412 (8,78%)  |              |
| 2018   | Rada Miejska w Lubinie            | Prawo i Sprawiedliwość     | nr 1                     | 541 (9,40%)  |              |
| 2024   | Rada Miejska w Lubinie            | Prawo i Sprawiedliwość     | nr 1                     | 424 (8,98%)  |              |

## Odznaczenia
W 2017 prezydent RP Andrzej Duda odznaczył go Krzyżem Oficerskim Orderu Odrodzenia Polski. W 2016 otrzymał Krzyż Wolności i Solidarności.